# 아테나이스

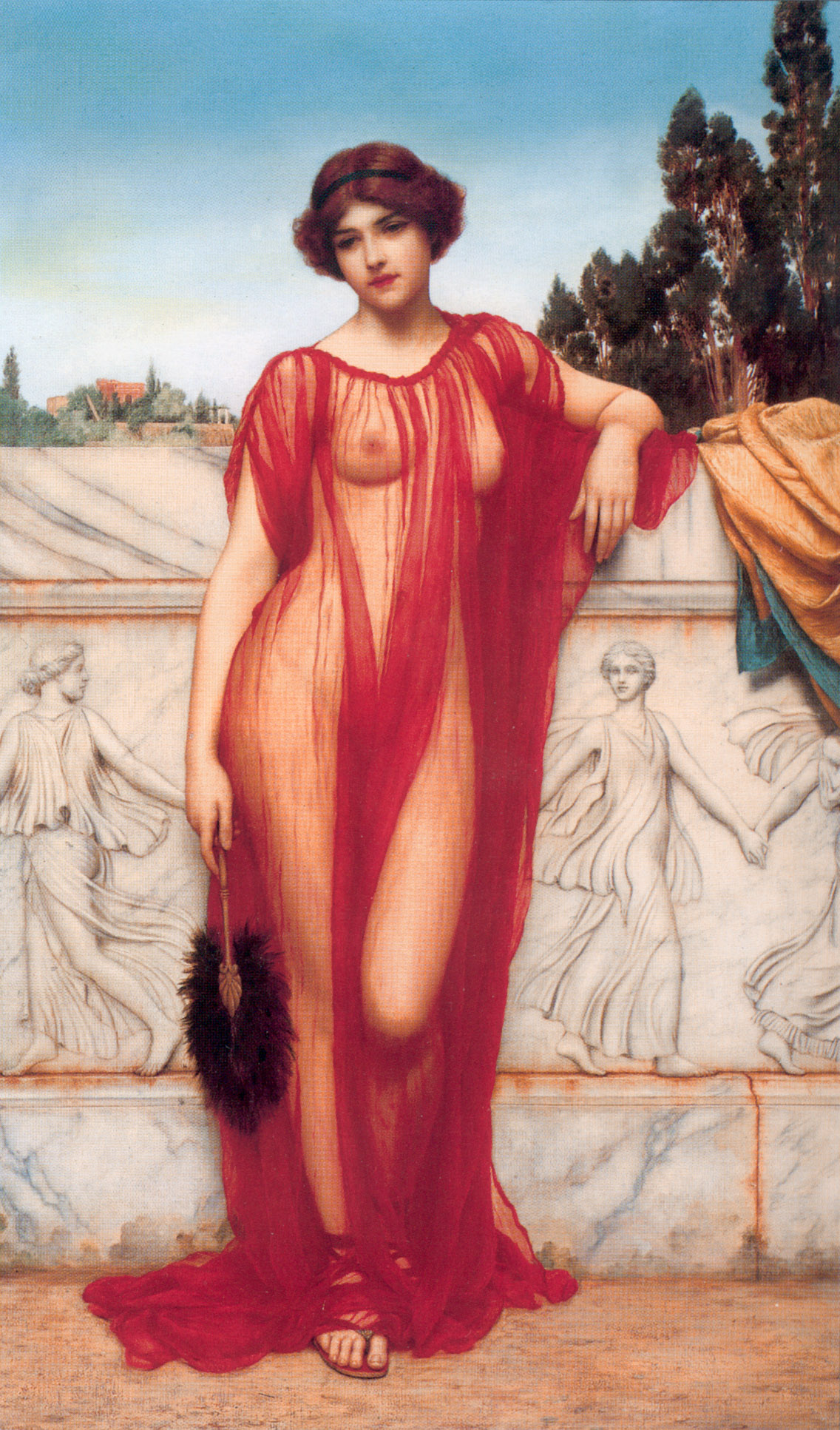
존 윌리엄 고드워드의 '아테나이스' (1908).

아테나이스(고대 그리스어: Ἀθηναΐς)는 소아시아 이오니아의 에리트라이의 무녀이다. 알렉산드로스 대왕 시절에 살았다. 스트라본에 따르면, 아테나이스는 알렉산드로스 대왕이 신의 자손임을 주장했던 예언자들 중 하나였다.